# Pierre Ehret

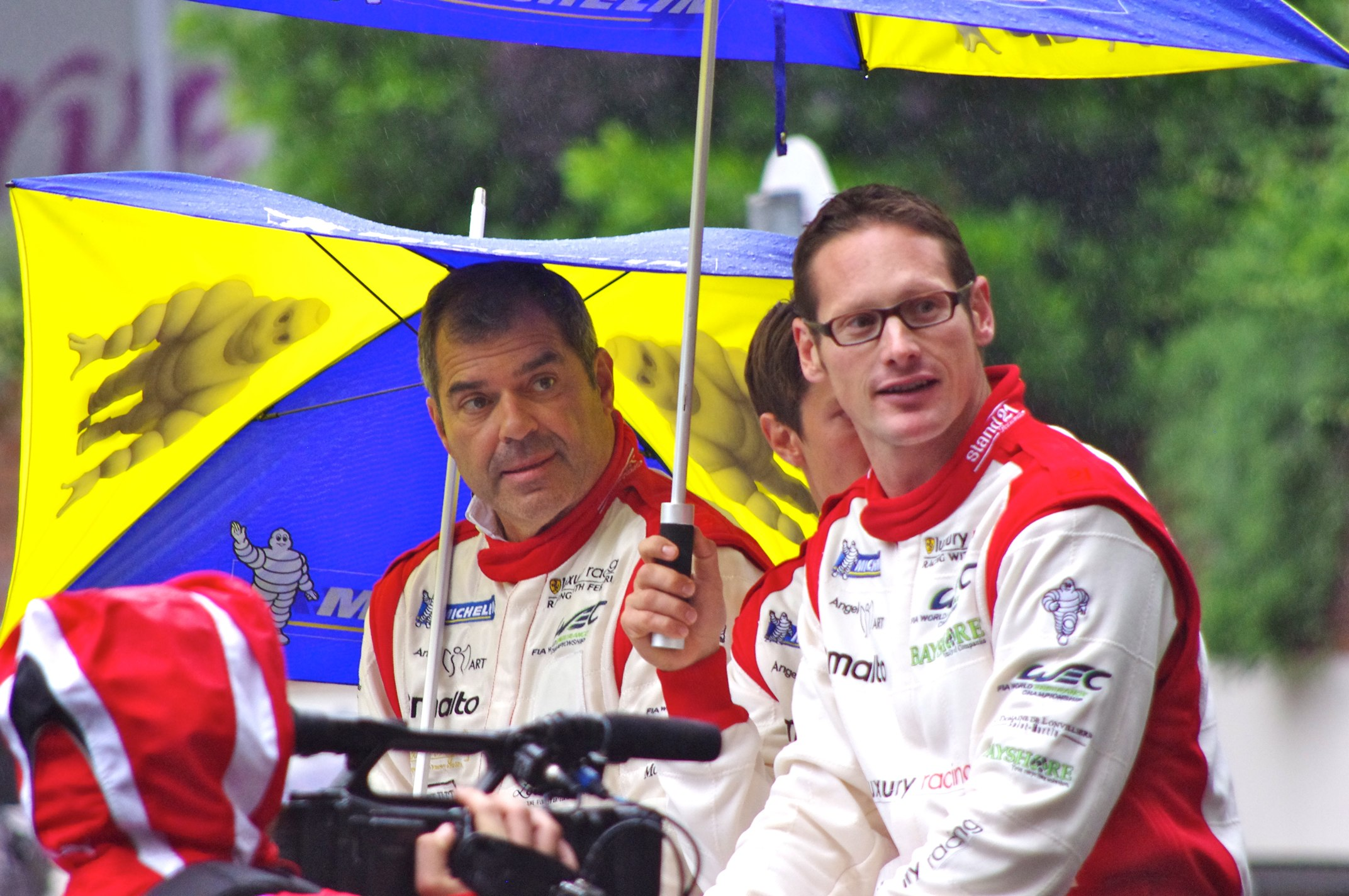
Pierre Ehret (links neben Gunnar Jeannette) beim 24-Stunden-Rennen von Le Mans 2012

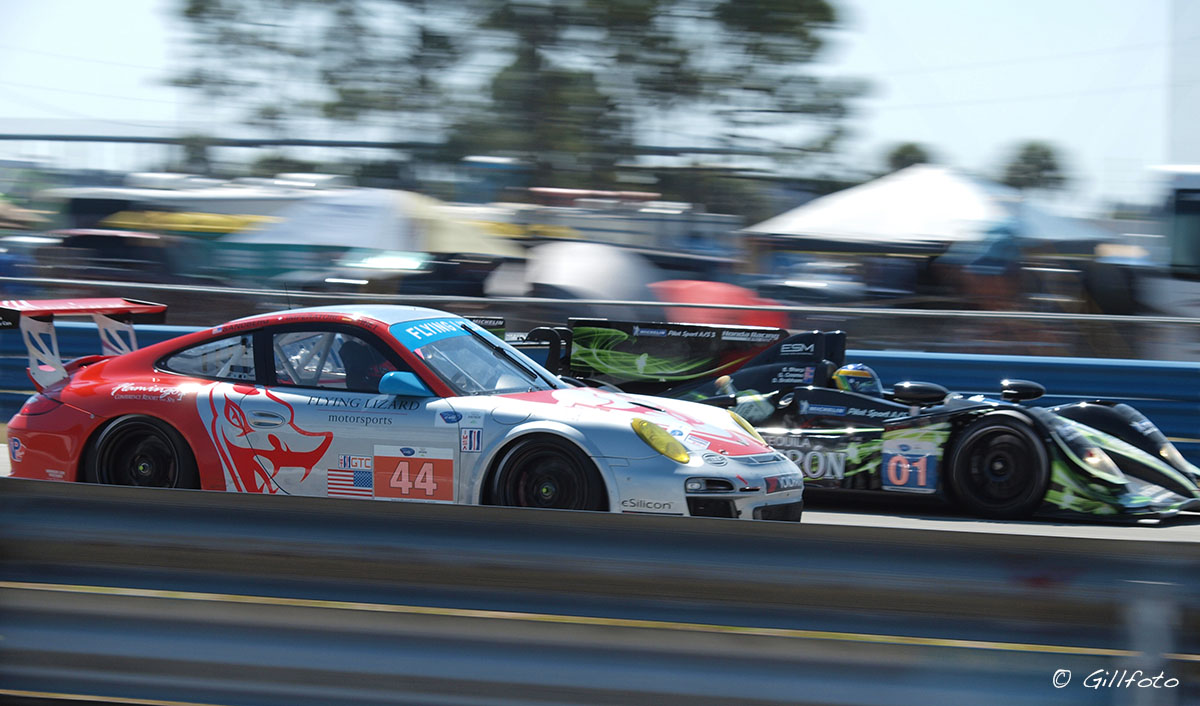
Der Flying Lizard-Porsche 997 GT3 Cup von Alexandre Imperatori, Brett Sandberg und Pierre Ehret beim 12-Stunden-Rennen von Sebring 2013

Pierre Ehret (* 22. Oktober 1956 in Düsseldorf) ist ein deutscher Hotelier, Winzer und Autorennfahrer.

## Winzer
Pierre Ehret studierte in den 1980er-Jahren Betriebswirtschaftslehre an der Columbia University in New York City und leitete danach das familieneigene Flamingo Resort Hotel & Conference Center im kalifornischen Santa Rosa. 1996 eröffnete er ein Handelsunternehmen für die Weine des Knights Valley AVA und des Sonoma County. Seit einigen Jahren betreibt er gemeinsam mit seiner Frau Susan ein eigenes Weingut.

## Karriere als Rennfahrer
Pierre Ehret begann seine Fahrerkarriere 1994 mit einem Lehrgang in der Jim Russell School am Laguna Seca Raceway. Darauf folgten einige Saisons in der an die Rennfahrerschule angeschlossenen Rennserie.
Bekannt wurde er als vielbeschäftigter GT-Fahrer in Europa und Nordamerika. Regelmäßig startete er in der American- und European Le Mans Series und kam bis zum Ende 2019 auf 119 Einsätze. Dabei gelangen ihm neben einem Gesamt- auch sechs Klassensiege. Seine besten Meisterschaftserfolge waren der vierte Rang in der GT2-Klasse der Le Mans Series 2008 und der dritte Platz in der GT-Amateurwertung des Blancpain GT Series Endurance Cup 2016. Mehrmals bestritt er das 24-Stunden-Rennen von Daytona, das 12-Stunden-Rennen von Sebring und das 24-Stunden-Rennen von Le Mans. Beste Platzierung war der zehnte Gesamtrang beim 24-Stunden-Rennen von Daytona 2005- Nach einem Jahr Abwesenheit vom internationalen Motorsport wird er 2021 zum neunten Mal am 24-Stunden-Rennen von Le Mans teilnehmen.

## Statistik

### Le-Mans-Ergebnisse
| Jahr | Team                  | Fahrzeug               | Teamkollege        | Teamkollege        | Platzierung | Ausfallgrund |
| ---- | --------------------- | ---------------------- | ------------------ | ------------------ | ----------- | ------------ |
| 2005 | Sebah Automotive Ltd. | Porsche 911 GT3 RSR    | Thorkild Thyrring  | Lars-Erik Nielsen  | Rang 19     |              |
| 2006 | Seikel Motorsport     | Porsche 911 GT3-RS     | Dominik Farnbacher | Lars-Erik Nielsen  | Rang 16     |              |
| 2007 | Autorlando Sport      | Porsche 997 GT3-RSR    | Allan Simonsen     | Lars-Erik Nielsen  | Rang 21     |              |
| 2008 | Farnbacher Racing     | Ferrari F430 GTC       | Pierre Kaffer      | Lars-Erik Nielsen  | Rang 23     |              |
| 2009 | Team Modena           | Ferrari F430 GT2       | Leo Mansell        | Roman Russinow     | Rang 27     |              |
| 2011 | CRS Racing            | Ferrari F430 GTE       | Shaun Lynn         | Roger Wills        | Ausfall     | Unfall       |
| 2012 | Luxury Racing         | Ferrari 458 Italia GTC | Gunnar Jeannette   | Frankie Montecalvo | Ausfall     | Unfall       |
| 2014 | Team Taisan           | Ferrari 458 Italia GT2 | Shinji Nakano      | Martin Rich        | Rang 26     |              |
| 2021 | Rinaldi Racing        | Ferrari 488 GTE Evo    | Jeroen Bleekemolen | Christian Hook     | Ausfall     | Unfall       |
| 2022 | Iron Lynx             | Ferrari 488 GTE Evo    | Nicolás Varrone    | Christian Hook     | Rang 53     |              |

### Sebring-Ergebnisse
| Jahr | Team                              | Fahrzeug            | Teamkollege          | Teamkollege        | Platzierung | Ausfallgrund |
| ---- | --------------------------------- | ------------------- | -------------------- | ------------------ | ----------- | ------------ |
| 2002 | Team Bucknum Racing               | Pilbeam MP84        | Bryan Willman        | Chris McMurry      | Ausfall     | Motorschaden |
| 2003 | The Racer’s Group                 | Porsche 911 GT3-RS  | Michael Schrom       | Vic Rice           | Rang 24     |              |
| 2004 | New Century Mortgage Racers Group | Porsche 911 GT3-RSR | Marc Bunting         | Jim Matthews       | Ausfall     | Unfall       |
| 2005 | TRG                               | Porsche 996 GT3-RSR | Kevin Buckler        |                    | Ausfall     | Motorschaden |
| 2006 | Farnbacher Loles Racing           | Porsche 996 GT3-RSR | Lars-Erik Nielsen    | Dominik Farnbacher | Rang 25     |              |
| 2007 | Farnbacher Loles Motorsports      | Porsche 997 GT3 RSR | Lars-Erik Nielsen    | Dirk Werner        | Rang 16     |              |
| 2008 | Tafel Racing                      | Ferrari F430 GTC    | Allan Simonsen       | Jim Tafel          | Rang 15     |              |
| 2011 | Tafel Racing                      | Ferrari F430 GTC    | Shaun Lynn           | Roger Wills        | Ausfall     | Mechanik     |
| 2012 | Luxury Racing                     | Ferrari 458 Italia  | François Jakubowski  | Dominik Farnbacher | Ausfall     | Defekt       |
| 2013 | Flying Lizard Motorsports         | Porsche 997 GT3 Cup | Alexandre Imperatori | Brett Sandberg     | Rang 31     |              |

### Einzelergebnisse in der FIA-Langstrecken-Weltmeisterschaft
| Saison | Team           | Rennwagen          | 1   | 2   | 3   | 4   | 5   | 6   | 7   | 8   |
| ------ | -------------- | ------------------ | --- | --- | --- | --- | --- | --- | --- | --- |
| 2012   | Luxury Racing  | Ferrari 458 Italia | SEB | SPA | LEM | SIL | SAO | BAH | FUJ | SHA |
| 2012   | Luxury Racing  | Ferrari 458 Italia | DNF | 28  | DNF |     |     |     |     |     |
| 2014   | Team Taisan    | Ferrari 458 Italia | SIL | SPA | LEM | AUS | FUJ | SHA | BAH | SAO |
| 2014   | Team Taisan    | Ferrari 458 Italia | 28  |     |     |     |     |     |     |     |
| 2021   | Rinaldi Racing | Ferrari 488 GTE    | SPA | POR | MON | LEM | BAH | BAH |     |     |
| 2021   | Rinaldi Racing | Ferrari 488 GTE    |     |     | 31  | DNF |     |     |     |     |
| 2022   | Iron Lynx      | Ferrari 488 GTE    | SEB | SPA | LEM | MON | FUJ | BAH |     |     |
| 2022   | Iron Lynx      | Ferrari 488 GTE    | 53  |     |     |     |     |     |     |     |